# Anil Chatterjee
Pour les articles homonymes, voir Chatterjee.
Anil Chatterjee (Anil Chattopadhyay), né à Calcutta le 25 octobre 1929 et mort dans cette ville le 17 mars 1996, est un acteur indien bengali.

## Filmographie partielle
- 1958 : L'Homme-auto (Ajantrik) de Ritwik Ghatak : le Dom Juan
- 1960 : L'Étoile cachée (মেঘে ঢাকা তারা, Meghe Dhaka Tara) de Ritwik Ghatak : Shankar
- 1961 : Trois filles (Teen Kanya) de Satyajit Ray : Nandal
- 1963 : La Grande Ville (মহানগর, Mahanagar) de Satyajit Ray : Subrata Mazumdar
- 1984 : Paar (La Traversée) de Goutam Ghose :  l’instituteur